# Chorly
Chorly (ukrainisch Хорли; russisch Хорлы) ist ein am Schwarzen Meer gelegenes Dorf im Süden der ukrainischen Oblast Cherson mit etwa 900 Einwohnern.

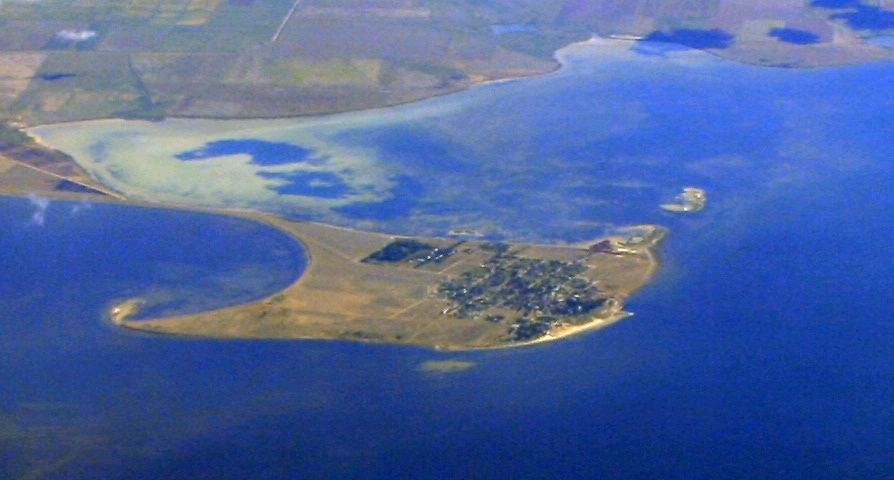
Blick auf die Halbinsel aus der Luft

Der Hafenort wurde auf dem Landbesitz von Sophie von Falz-Fein geb. Knauff (1835–1919), der Mutter des Gründers von Askanija-Nowa, Friedrich von Falz-Fein, im Jahr 1897 gegründet und trug bis 1958 den offiziellen Namen Port Chorly (Порт Хорли).
Die Ortschaft befindet sich auf der, über eine schmale Landenge mit dem Festland verbundenen Halbinsel Horkyj Kut (Горький кут) in der Karkinitska-Bucht, einem Ramsar-Gebiete in der Ukraine. Während die Hafenanlagen halb verfallenen sind, entwickelt sich das Dorf zu einem beliebten Ferienziel, das durch die Kombination aus Steppe und marinen Luftmassen günstige Bedingungen für die Verbesserung der Atemwege bietet.
Chorly liegt 20 km südlich vom ehemaligen Rajonzentrum Kalantschak nahe der Landenge von Perekop an der Grenze zur Krim. Die Oblasthauptstadt  Cherson liegt etwa 100 km nordwestlich des Dorfes.
Zwischen 1931 und 1939 war das Dorf auch das Rajonszentrum des gleichnamigen Rajons Chorly.
Am 12. Juni 2020 wurde das Dorf ein Teil der neugegründeten Siedlungsgemeinde Kalantschak, bis dahin bildete es die gleichnamige Landratsgemeinde Chorly (Хорлівська сільська рада/Chorliwska silska rada) im Südwesten des Rajons Kalantschak.
Seit dem 17. Juli 2020 ist der Ort ein Teil des Rajons Skadowsk.